# Fabio Fognini
Fabio "Fogna" Fognini (Sanremo, 24. svibnja 1987.) talijanski je profesionalni tenisač.

## Životopis
Fognini je započeo igrati tenis s četiri godine. Među sto najboljih tenisača probio se 2007., no prvi je ATP turnir osvojio tek 14. srpnja 2013. u Stuttgartu. Tjedan dana kasnije osvojio je i drugi turnir (Hamburg), a uspješni je srpanj zaključio finalom Umaga. Ti su mu rezultati donijeli plasman karijere, 16. mjesto na ATP ljestvici. U paru sa Simoneom Bolellijem ima i dva naslova u igri parova, Umag 2011. i Buenos Aires 2013.
Na Grand Slam turnirima najdalje je dospio do četvrtfinala Roland Garrosa, 2011. godine.
Od 2008. nastupa za Italiju u Davisovu kupu.

## Stil igre
Fogninijeva je omiljena podloga zemlja i njegov je stil igre tome prilagođen. Gotovo podjednako dobro odigrava forehand i backhand.

## Osvojeni turniri

### Pojedinačno (2 ATP)
| Br. | Datum            | Turnir    | Suparnik u finalu     | Rezultat         |
| 1.  | 14. srpnja 2013. | Stuttgart | Philipp Kohlschreiber | 5:7, 6:4, 6:4    |
| 2.  | 21. srpnja 2013. | Hamburg   | Federico Delbonis     | 4:6, 7:6(8), 6:2 |

## Rezultati na Grand Slam turnirima
| Grand Slam      | 2007. | 2008. | 2009. | 2010. | 2011. | 2012. | 2013. |
| --------------- | ----- | ----- | ----- | ----- | ----- | ----- | ----- |
| Australian Open | -     | 1k    | 2k    | 1k    | 1k    | 1k    | 1k    |
| Roland Garros   | 1k    | -     | 1k    | 3k    | 1/4f  | 3k    | 3k    |
| Wimbledon       | -     | 1k    | 2k    | 3k    | -     | 2k    | 1k    |
| US Open         | -     | 1k    | 1k    | 1k    | 2k    | 3k    |       |

## Plasman na ATP listi na kraju sezone
| 2005. | 2006. | 2007. | 2008. | 2009. | 2010. | 2011. | 2012. | 2013. |
| ----- | ----- | ----- | ----- | ----- | ----- | ----- | ----- | ----- |
| 305.  | 257.  | 95.   | 88.   | 54.   | 55.   | 48.   | 45.   |       |

## Vanjske poveznice
- Službena stranica (tal.)
- Profil na stranici ATP Toura (engl.)